# خدمات حرفه‌ای
خدمات حرفه‌ای شاخه‌ای از صنایع خدمات رسانی در سطح حرفه‌ای است، که فعالیت در این حوزه نیازمند آموزش‌های خاص در علوم مختلف یا هنر می‌باشد. فعالیت در برخی از شاخه‌های خدمات حرفه‌ای مانند معماری، حسابرسی، مهندسی، پزشکی و وکالت، به مجوز حرفه‌ای نیاز دارد. سایر خدمات حرفه‌ای شامل پشتیبانی کسب‌وکار، مشاوره حسابداری و مالیاتی، مدیریت سرمایه‌گذاری، مشاوره فناوری اطلاعات و مشاور مدیریت می‌باشد.